# 설원 (책)

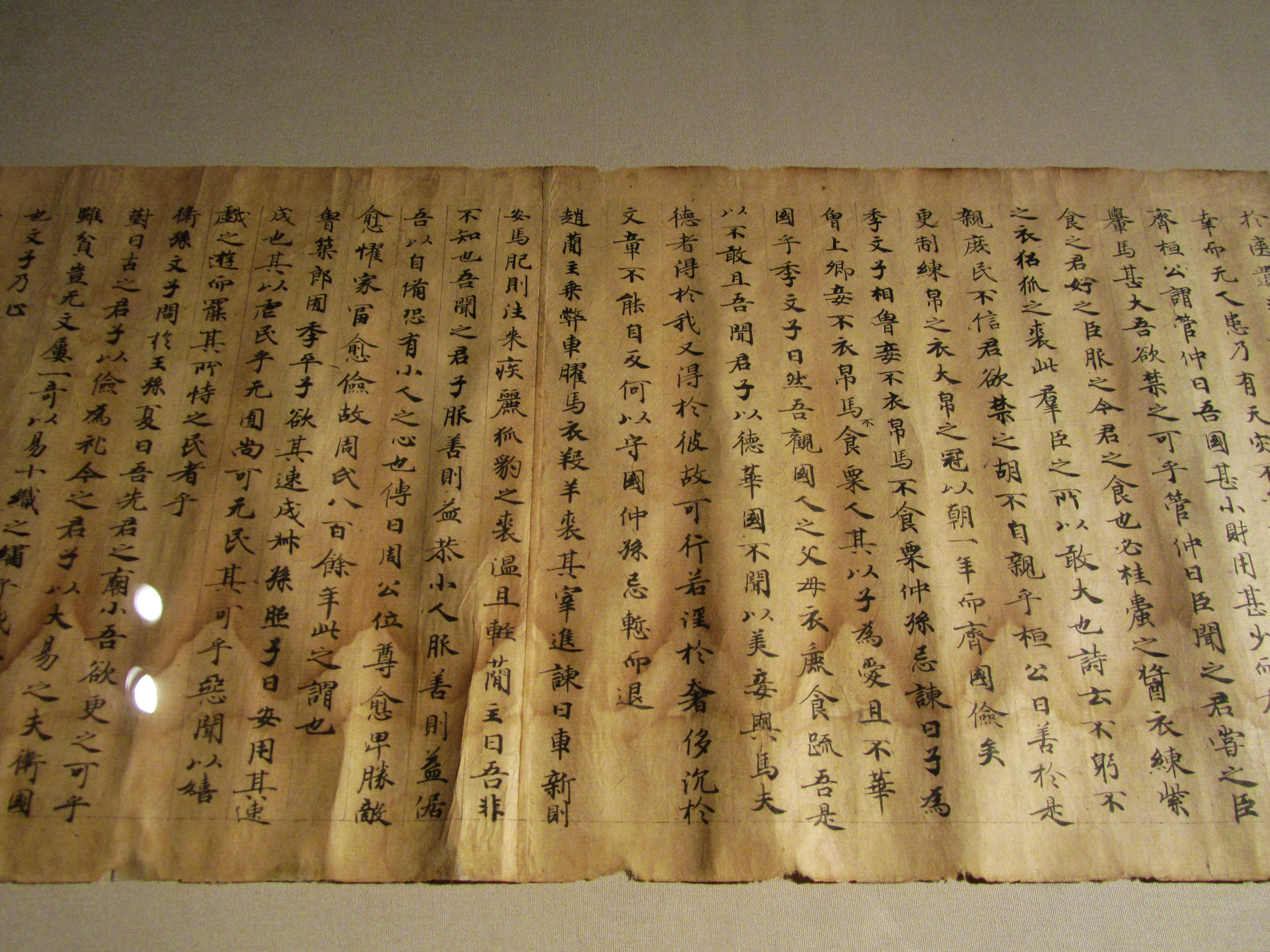

《설원》(說苑)은 유학자 유향이 편찬한 책의 하나이다.
2000년 전 나라를 이끈 군주들, 그리고 그 군주를 보좌한 신하들의 이야기 모음집이다. 황실과 민간에 소장된 관련 자료들을 모두 모은 후 선택, 분류, 정리해 편찬해 사료 가치가 풍부할 뿐만 아니라, 흥미롭고 교훈적인 이야기들이 가득하다. 이야기 자체로도 충분히 재미있지만 그것이 전부는 아니다. ≪별록(別錄)≫, ≪신서(新序)≫ 등을 편찬한 한나라의 학자 유향이 유가의 정치사상과 윤리도덕을 알리기 위해 엮은 이 책은 통치의 흥망성쇠와 통치자의 성패의 비결을 전해 준다.

## 개요
진시황이 국가 통치에 방해가 된다거나 민생에 이롭지 않다고 생각된 전적들을 모두 수거해 불태우자, 화를 당하지 않은 전적들은 자연히 민간으로 흘러 들어가 모습을 감추었다. 이렇게 민간에 소장되게 된 것들과 본래 민간에 보존되었던 전적들은 시간이 경과함에 따라 분실되거나 훼손되어 갔다.
진나라를 이어받은 한나라가 점차 안정되자 국가의 전례 제도나 문물을 정비하는 과정에서 통치자들은 옛 전적들의 필요성을 절감하게 되었다. 이에 전적들을 다시 수집해 보관하고 정리하는 국책 사업이 진행되었다. 이 과정에서 지대한 역할과 공헌을 한 사람이 유향(劉向)이다. ≪설원(說苑)≫은 유향이 황실과 민간에 소장된 관련 자료들을 집록한 후 선택, 분류, 정리하여 편찬한 역사고사 모음집이다.

## 정치의 원리
≪설원≫은 유가의 정치사상과 윤리도덕의 관념을 깊이 반영했다. 이것은 유향이 유가사상가이자 학자로서 자신의 책무를 수행하려 했던 결과다. 또한 왕조가 쇠퇴하는 추세뿐 아니라 지도층의 부정부패와 사치를 목격하고서, 제국을 바로잡아 보려는 노력을 반영한 것이기도 하다. 그래서 순임금, 우임금으로부터 진한(秦漢)에 이르기까지 여러 인물의 언행이나 사건 또는 일화를 모아 정치의 흥망을 엿볼 수 있는 역사의 거울을 제공했다. 이를 통해 군주와 신하들을 권면하고 조정을 정돈하며, 당시의 폐단을 바로잡으려 했던 것이다. 이에 유향은 각 고사를 통해서 제왕, 장상(將相), 사대부 들에게 어떻게 해야 바른 군주, 바른 신하, 바른 백성이 될 것인가, 그리고 어떻게 해야 제국을 일으키고 백성을 다스리며 외교를 처리할 것인가를 제시했다.
이렇게 유향이 모은 이야기들에는 백성이 치국의 근본이 되어야 한다든가, 세금을 경감해야 한다든가, 욕구를 억제하고 사치를 경계해야 한다든가, 통치자는 현신과 간신을 구별해야 한다든가, 현사를 높이고 예우해야 한다는 주장 등, 통치자라면 누구나 따라야 할 통치의 모든 덕목이 담겨 있다.

## 학술적 평가
학술상으로 볼 때, ≪설원≫은 문헌적인 면이나 문학적인 면에서도 상당한 가치가 있는 전적이다. 문헌적인 면에서는, 사료를 잘 보존하고 있어서 선진시대의 많은 전적을 정리할 때에 다른 전적들과 비교해 교감을 하거나 사실을 바로잡고 증명해 내는 데에 많은 단서를 제공한다. 특히 이미 도가의 ≪이윤(伊尹)≫이나 소설가의 ≪윤자설(尹子說)≫ 등, 일실된 선진시대의 문헌이나 제자(諸子)의 일설을 보전하고 있다는 점에서 가치가 높다.
문학적인 면에서도, ≪설원≫에 실린 이야기들은 허구적으로 창작한 것은 아니더라도 권고와 경계를 편찬의 주된 목적으로 삼았기 때문에, 유향은 사실 추구보다는 사상성에 관심을 두어서 원문을 일부 개편했다. 그래서 때때로 논평하는 말을 삽입하기도 하고 수사를 추구하기도 했다. 이러한 과정에서 적지 않은 우언적 수법을 채택해 생동감 있고 재미있게 표현하기도 했으며, 비유적인 수법을 채택하기도 했고, 어떤 곳에서는 위진시대의 소설 맛을 드러내기도 해서 독서의 즐거움을 제공한다.